# Metoa desertorum
Metoa desertorum là một loài tò vò trong họ Ichneumonidae.